# 伊上站
伊上站（日语：／ Igami eki */?）是位於山口縣長門市油谷伊上字西前，西日本旅客鐵道（JR西日本）的山陰本線車站。

## 歷史
- 1930年（昭和5年）12月7日 - 國有鐵道美禰線長門古市站至阿川站之間開業，此站啟用。為客運和貨運車站。
  - 當時車站地址為山口縣大津郡菱海村（日语：菱海村）伊上字西前。
- 1933年（昭和8年）2月24日 - 包含此站在內，部分美禰線編入至山陰本線，成為山陰本線車站。
- 1954年（昭和29年）5月1日 - 隨著油谷町（日语：油谷町）成立，車站地址為山口縣大津郡油谷町伊上字西前。
- 1961年（昭和36年）8月1日 - 終止貨物起卸業務。
- 1987年（昭和62年）4月1日 - 伴隨國鐵分割民營化，車站由西日本旅客鐵道（JR西日本）營運。
- 2005年（平成17年）3月22日 - 隨著長門市（第二次）成立，車站地址為現時位置。

## 車站構造
車站是一座地面車站，設有1面1線的單式月台，小串方向的列車會開啟右邊車門（海邊）。車站設有候車室。
車站由長門鐵道部管理的無人車站。
在成為無人車站的車站大樓內曾設有咖啡店。

## 使用狀況
以下為近年1日平均乘車人次列表：
| 乘車人次變化 | 乘車人次變化    |
| 年度         | 1日平均乘車人次 |
| ------------ | --------------- |
| 1999         | 39              |
| 2000         | 32              |
| 2001         | 38              |
| 2002         | 37              |
| 2003         | 37              |
| 2004         | 36              |
| 2005         | 36              |
| 2006         | 33              |
| 2007         | 29              |
| 2008         | 25              |
| 2009         | 25              |
| 2010         | 24              |
| 2011         | 22              |
| 2012         | 19              |
| 2013         | 17              |
| 2014         | 14              |
| 2015         | 13              |
| 2016         | 10              |
| 2017         | 8               |
| 2018         | 7               |

## 車站周邊
- 伊上郵局
- 長門市立伊上小學（日语：長門市立伊上小学校）
- 油谷灣（日语：油谷湾）
- 國道191號（日语：国道191号）

## 相鄰車站
西日本旅客鐵道
■山陰本線
人丸－伊上－長門粟野

## 注腳
1. ↑  讀賣新聞 昭和51年10月14日 報報第3頁
2. ↑  山口縣統計年鑑

## 外部連結
- 伊上｜車站資訊：JR出門網 - 西日本旅客鐵道